# 祈りの彼方
「祈りの彼方」（いのりのかなた）は、志方あきこの2枚目のシングル。2010年4月28日にフロンティアワークスから発売された。

## 概要
表題曲は、OVA『テイルズ オブ シンフォニア THE ANIMATION テセアラ編』のエンディングテーマとして使用された。
初回限定盤、アニメイト限定盤、通常盤の3種リリースで、初回限定盤には、OVA『テイルズ オブ シンフォニア THE ANIMATION テセアラ編』を編集した「祈りの彼方」と「TETHE’ALLA〜対の子どもたち〜」のプロモーションビデオを収録したスペシャルDVDが、アニメイト限定盤の特典は、「祈りの彼方」と「朱隠し」のオルゴールアレンジを収録したアニメイト限定スペシャルCDがそれぞれ同梱されている。なお初回限定盤とアニメイト限定盤は、「テイルズオブシンフォニア」描き下ろしイラストジャケットとなっている。

## 収録曲
1. TETHE’ALLA〜対の子どもたち〜 [2:44]
作詞・作曲・編曲：志方あきこ
  - OVA『テイルズ オブ シンフォニア THE ANIMATION テセアラ編』最終話エンディングテーマ
2. 祈りの彼方 [4:19]
作詞：みとせのりこ、作曲・編曲：志方あきこ
  - OVA『テイルズ オブ シンフォニア THE ANIMATION テセアラ編』エンディングテーマ
3. 朱隠し [4:59]
作詞：志方あきこ・波乃渉、作曲・編曲：志方あきこ
  - PCゲーム『あかやあかしやあやかしの』主題歌
4. 祈りの彼方（Instrumental） [4:01]